# 164
Năm 164 là một năm trong lịch Julius. 